# Давнтемпо
Давнте́мпо (англ. downtempo — повільний темп), також давнбіт — широкий термін, що з'явився в 1990-х роках і позначає повільну електронну музику, частіше з ламаним ритмом. Цей термін може відноситись до різних музичних напрямків повільного, релаксаційного характеру і може бути співставленим з терміном чіл-аут, що означає музику, призначену для релаксації. Іноді Даунтемпо окреслюють як уповільнений хіп-хоп з атмосферними звучаннями ембієнту, або як стиль подібний до тріп-хопу, проте менш депресивний.
До цього напрямку відносять такі групи, як
| - Air - Amon Tobin - Fila Brazillia - Schemer | - De-Phazz - Röyksopp - Thievery Corporation - Zero 7 |